# Samuel Francis
Samuel A. Francis (ur. 27 marca 1987 w Port Harcourt) – katarski lekkoatleta, sprinter nigeryjskiego pochodzenia. Rekordzista i mistrz Azji w biegu na 100 metrów.

## Osiągnięcia
- 2 medale mistrzostw Azji (Amman 2007, złoto na 100 metrów oraz srebro w sztafecie 4 x 100 metrów)
- złoto w biegu na 100 metrów podczas igrzysk wojska w 2007
- złoto halowych igrzysk azjatyckich (bieg na 60 metrów, Makau 2007)
- złoty medal mistrzostw świata wojskowych (bieg na 100 metrów, Sofia 2009)
- złoto halowych mistrzostw Azji (bieg na 60 metrów, Teheran 2010)
- 5. miejsce podczas halowych mistrzostw świata (bieg na 60 metrów, Doha 2010)
- srebro mistrzostw Azji (bieg na 100 metrów, Pune 2013)
- złoto halowych mistrzostw Azji (bieg na 60 metrów, Hangzhou 2014)
- brązowy medal igrzysk frankofońskich (bieg na 100 metrów, Nicea 2013)

W 2008 Francis reprezentował Katar na igrzyskach olimpijskich w Pekinie. Startując w biegu na 100 metrów, zajął 8. pozycję w swoim biegu półfinałowym i nie awansował do finału. W 2016 roku po oficjalnym raporcie MKOL zawodnikowi zostały anulowane wyniki z Igrzysk w Pekinie.

## Rekordy życiowe
- bieg na 100 m – 9,99 (2007) do 2014 rekord Azji
- bieg na 200 m – 20,61 (2008)
- bieg na 60 m (hala) – 6,54 (2007)